# Ensiculiferaceae
Famille
Les Ensiculiferaceae sont une famille d'algues dinoflagellées de l’ordre des Peridiniales.
Le genre type Ensiculifera a été découvert en 1967 dans les eaux du Golfe du Mexique.

## Systématique
La famille des Ensiculiferaceae a été créée en 2020 par Zhun Li (d), Marc Gottschling (d), Kenneth Neil Mertens (d), Haifeng Gu (d) et Hyeon Ho Shin (d).

## Étymologie
Le nom vient du genre type Ensiculifera, dérivé du latin ensiculus, « épée ; épine », et du suffixe -fera, « qui porte » en référence à la présence d'une épine interne (« ensiculum ») attachée à la première plaque ceinturant l'organisme. Balech, descripteur du genre, donne les précisions suivantes « Le nom fait référence au processus ensiforme de la plaque 1. Ensiculifera est traité ici comme un nom féminin signifiant « porteur de poignard » ».
Cependant, bien que le nom du genre soit basé sur la présence d'une épine sur Ensiculifera, Li Zhun et ses collaborateurs précisent, dans leur étude de 2020, que : « la présence ou l'absence d'épines n'est pas un diagnostic sans équivoque pour différencier les genres Ensiculifera, Pentapharsodinium et Scrippsiella ».

## Liste des genres et espèces
Selon AlgaeBase (10 janvier 2022)
- Ensiculifera, Balech, 1967
  - Ensiculifera angulata, Balech
  - Ensiculifera carinata, Matsuoka, Kobayashi & Gains
  - Ensiculifera jinhaensis, (Zhun Li, M.S.Han & H.H.Shin) Zhun Li, K.N.Mert., Gottschling, H.Gu & H.H.Shin
  - Ensiculifera mexicana, Balech  espèce type
  - Ensiculifera tyrrhenica, (Balech) Zhun Li, K.N.Mertens, Gottschling, H.Gu & H.H.Shin
- Matsuokaea, Zhun Li, K.N.Mertens, H.Gu & H.H.Shin
  - Matsuokaea loeblichii, (El.R.Cox & H.J.Arnott) Zhun Li, K.N.Mertens, H.Gu & H.H.Shin
- Pentapharsodinium, Indelicato & A.R.Loeblich
  - Pentapharsodinium dalei, Indelicato & A.R.Loeblich
  - Pentapharsodinium imariense, (S.Kobayashi & Matsuoka) Zhun Li, K.N.Mertens, Gottschling, H.Gu & H.H.Shin

## Publication originale
- (en) Zhun Li, Kenneth Neil Mertens, Marc Gottschling, Haifeng Gu, Sylvia Söhner, Andrea M Price, Fabienne Marret, Vera Pospelova, Kirsty F Smith, Consuelo Carbonell-Moore, Elisabeth Nézan, Gwenael Bilien et Hyeon Ho Shin, « Taxonomy and Molecular Phylogenetics of Ensiculiferaceae, fam. nov. (Peridiniales, Dinophyceae), with Consideration of their Life-history », Protist, Elsevier, vol. 171, no 5,‎ 1er septembre 2020, p. 125759 (ISSN 1434-4610 et 1618-0941, PMID 33126019, DOI 10.1016/J.PROTIS.2020.125759, lire en ligne).